# Karl Friedrich Seifert

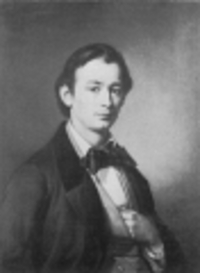
Karl Friedrich Seifert, Gemälde von Anton Weber, 1858

Karl (Carl) Friedrich Seifert, auch Friedrich Seifert (* 1. Januar 1838 in Neustadt in Sachsen; † 27. September 1920 in Langburkersdorf, Sachsen), war ein deutscher Kupferstecher und Radierer.

## Leben

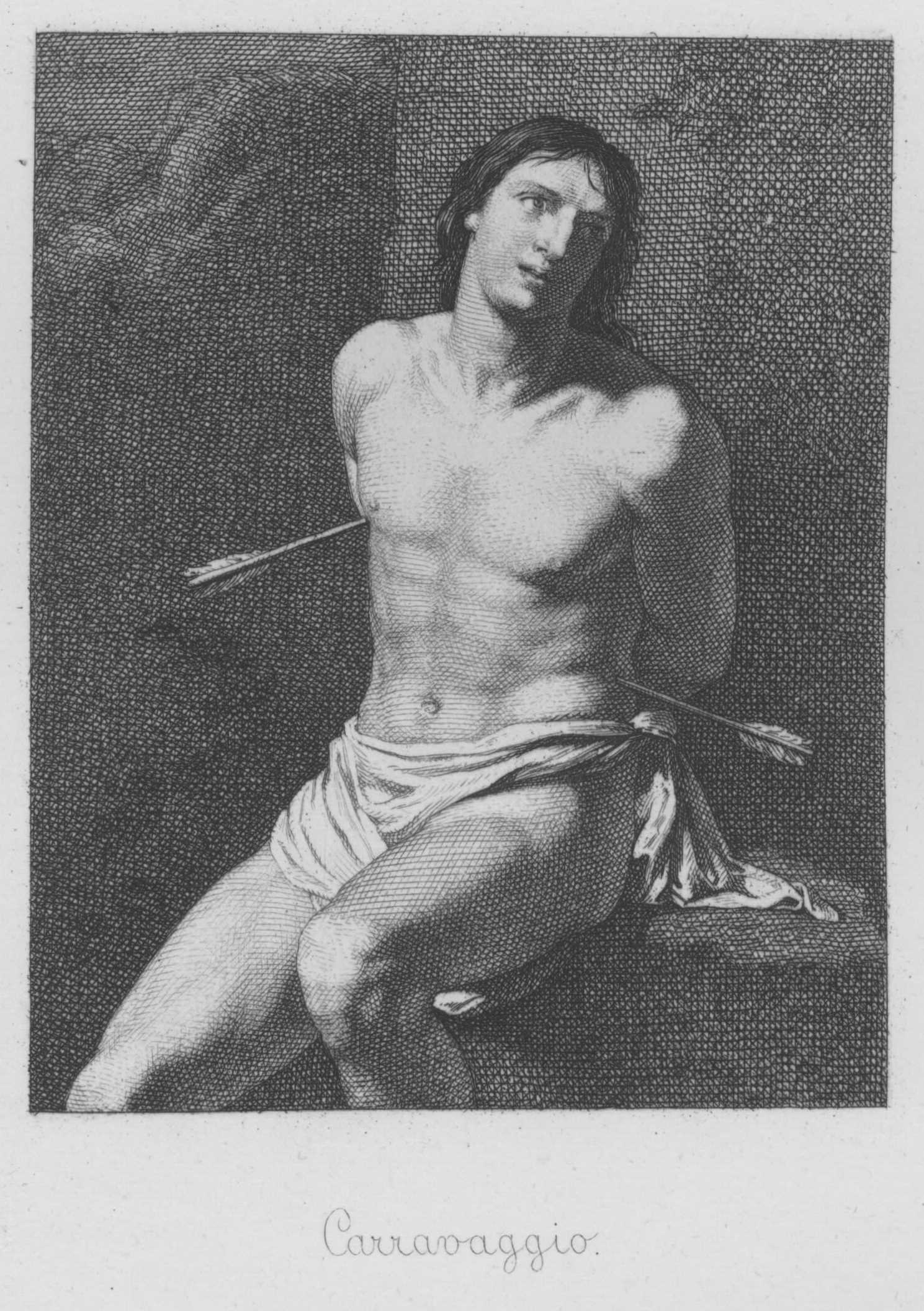
Der heilige Sebastian nach Nicolas Régnier, Radierung um 1855, Gemäldegalerie Alte Meister

Seifert erhielt eine Ausbildung als Kupferstecher an der Dresdener Akademie unter Julius Hübner. Von 1858 bis 1861 war er an der Kunstakademie Düsseldorf Schüler von Joseph Keller. Dort beteiligte er sich an der Herstellung von Heiligenbildchen des Vereins zur Verbreitung religiöser Bilder. In Rom lebte er von 1868 bis 1871. Im Jahr 1873 wurde er als Lehrer der Kupferstecherkunst an die Kunstakademie Dresden berufen.